# Prezidentské volby v Lotyšsku 2019
Prezidentské volby v Lotyšsku 2019 se uskutečnily ve středu 29. května. Novým prezidentem Lotyšské republiky byl zvolen Egils Levits. Úřadu se oficiálně ujal 8. července 2019.

## Způsob volby
Prezident Lotyšské republiky je volen v nepřímé volbě všemi 100 členy lotyšského jednokomorového parlamentu Saeima v současném 13. volebním období (2018–2022). Jedno funkční období lotyšského prezidenta trvá 4 roky, přičemž jeden prezident může být zvolen na maximálně dvě po sobě jdoucí období.

## Kandidáti
| Portrét    | Jméno         | Strana    | Profese                    | Podporující subjekty                                                                      | Zdroj       |
| ---------- | ------------- | --------- | -------------------------- | ----------------------------------------------------------------------------------------- | ----------- |
|            | Juris Jansons | nestraník | veřejný ochránce práv      | Zaļo un Zemnieku savienība, KPV LV                                                        | [ 3 ] [ 4 ] |
| János Áder | Egils Levits  | nestraník | právník, politolog, soudce | Attīstībai/Par!, Jaunā konservatīvā partija, Nacionālā apvienība, Jaunā Vienotība, KPV LV | [ 5 ] [ 6 ] |
|            | Didzis Šmits  | KPV LV    | politik                    | KPV LV                                                                                    | [ 7 ]       |

## Volba

### 1. kolo
| Kandidát      | Pro | Proti | Poznámka         |
| ------------- | --- | ----- | ---------------- |
| Egils Levits  | 61  | 32    | zvolený kandidát |
| Didzis Šmits  | 24  | 69    |                  |
| Juris Jansons | 8   | 85    |                  |

Celkem bylo odevzdáno 95 hlasů, z toho 2 neplatné.